# Léo Staats
Léo Staats (Parigi, 26 novembre 1877 – Parigi, 15 febbraio 1952) è stato un ballerino, coreografo, direttore artistico e maestro di balletto francese.

## Biografia
Léo Staats si formò presso la scuola di danza dell'Opéra di Parigi, dove fu allievo di Joseph Hansen e Louis Mérante. All'età di sedici anni fu scritturato dal balletto dell'Opéra di Parigi, di cui fu maestro di balletto e direttore dal 1980 al 1926. Apprezzato coreografo neoclassico, creò coreografie per oltre tre dozzine di balletti, tra cui Javotte (1909), Espana (1911), Orphée (1926) e Iléana (1936). Tra il 1926 e il 1928 lavorò come coreografo al Roxy di New York.